# Konstantin Sawcziszkin
Konstantin Wiktorowicz Sawcziszkin (ros. Константин Викторович Савчишкин, ur. 15 listopada 1973) – rosyjski judoka. Olimpijczyk z Atlanty 1996, gdzie zajął dziewiąte miejsce w wadze półśredniej.
Uczestnik mistrzostw świata w 1995. Startował w Pucharze Świata w latach 1995-2000 i 2004. Brązowy medalista mistrzostw Europy w 1996. Drugi na uniwersjadzie w 1999. Mistrz Rosji w 1994; drugi w 1993 i 1996; trzeci w 1995 i 2003 roku.

## Letnie Igrzyska Olimpijskie 1996
| Konkurencja | Eliminacje            | Repasaże          | Repasaże              | Klas. końcowa |
| Konkurencja | Przeciwnik I          | Przeciwnik I      | Przeciwnik II         | Miejsce       |
| ----------- | --------------------- | ----------------- | --------------------- | ------------- |
| 78 kg       | Djamel Bouras (FRA) P | Yuan Chao (CHN) Z | Gastón García (ARG) P | 9.            |